# Warszawski Okręg Przemysłowy

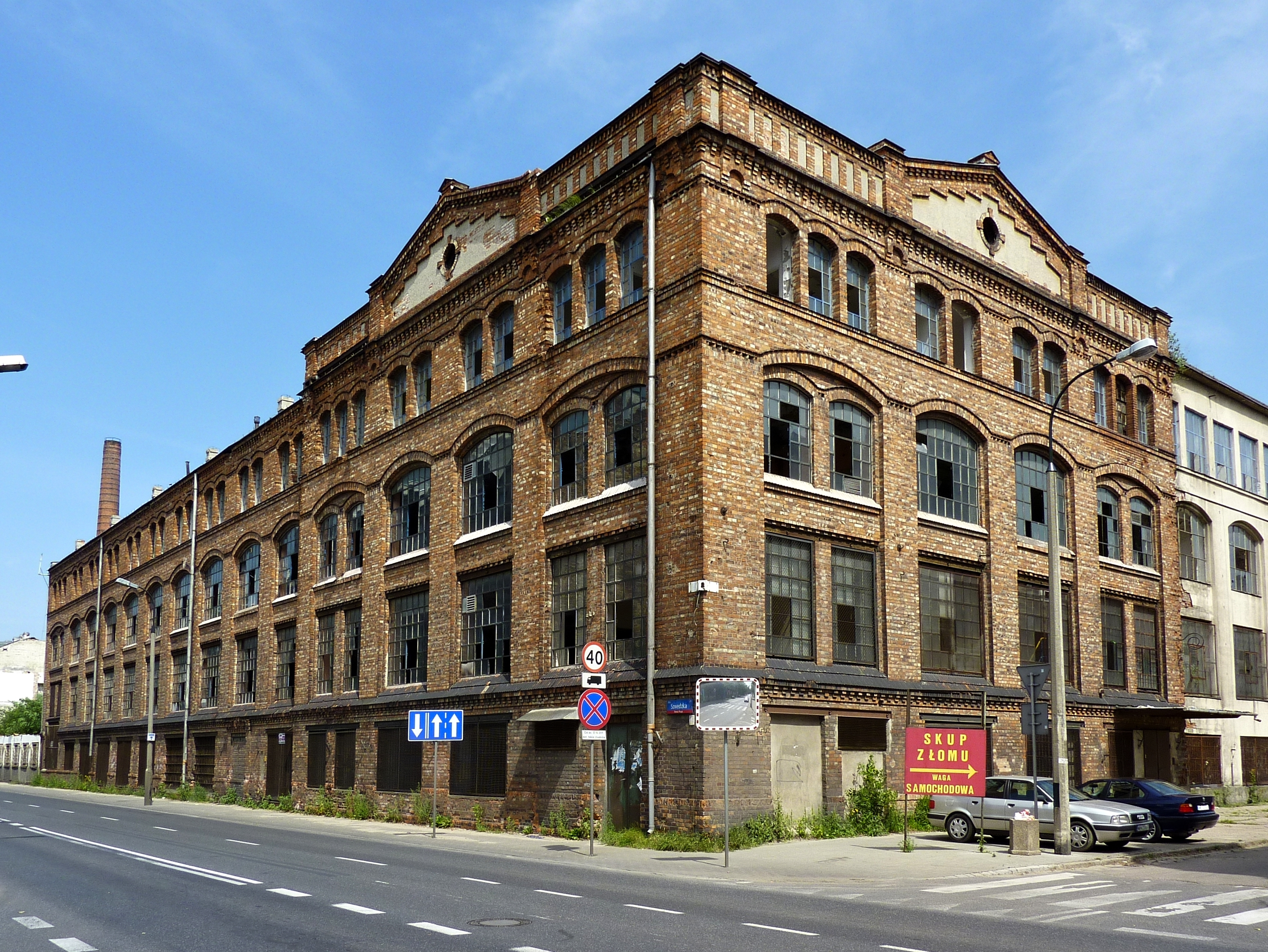
Zabytkowy zespół dawnej fabryki lamp i fabryki chemicznej „Praga” w Warszawie (2012)

Warszawski Okręg Przemysłowy – jest drugim okręgiem przemysłowym w Polsce pod względem wielkości produkcji przemysłowej. Swój rozwój zawdzięcza między innymi stołecznym funkcjom Warszawy. Cechami charakterystycznymi tego okręgu jest duży udział kapitału zagranicznego, wykwalifikowana kadra, brak surowców mineralnych oraz typowo miejska geneza okręgu. Dominują tu branże: elektroniczna, elektrotechniczna oraz spożywcza (chłonny rynek zbytu). Okręg ten słynie z przemysłu środków transportu.
Powstał na przełomie XIX i XX wieku, czyli w latach 1870–1913. Centrum okręgu stanowiło miasto Warszawa oraz rejon podwarszawskich osad skupiających się wzdłuż szlaków kolejowych; po 1916 r. znalazły się one w granicach miasta [...]. Drugą, szerszą strefę uprzemysłowioną stanowił powiat warszawski w ówczesnych granicach administracyjnych (do 1915 r.) [...]. Liczba ludności zatrudnionej na tych terenach w przemyśle wzrosła wtedy prawie dziesięciokrotnie i przekroczyła 100 000.
Na początku XX wieku najważniejszą branżą była metalurgia, zatrudniająca ponad połowę wszystkich pracowników tego przemysłu w Królestwie Polskim. Największymi przedsiębiorstwami były spółki Rudzkiego w Mińsku Mazowieckim (Towarzystwo Fabryki Machin i Odlewów Żelaznych K. Rudzki i S-ka) oraz Towarzystwo Akcyjne Lilpop, Rau i Loewenstein i „Ursus” w Warszawie. Duże znaczenie miał też przemysł farmaceutyczny, maszynowy, kosmetyczny i odzieżowy.
W roku 2003 liczył ponad 7000 km i więcej niż 2 700 000 mieszkańców. Na kształt okręgu mają nadal wpływ czynniki takie jak brak wydobywanych bezpośrednio na miejscu surowców, miejskie pochodzenie okręgu, a także coraz większy napływ inwestorów zagranicznych oraz stały dopływ kadry pracowniczej. Najbardziej rozwinięte gałęzie przemysłu to: elektrotechniczna, precyzyjna, elektroniczna, środków transportu, chemiczna, kosmetyczna, materiałów budowlanych, spożywcza i poligraficzna, metalurgiczna, maszynowa, odzieżowa.